# تپه منصور باغ ۱
تپه منصور باغ ۱ مربوط به دوره ساسانیان تا دوران‌های تاریخی پس از اسلام است و در شهرستان قزوین، بخش رودبار شهرستان، روستای منصورباغ واقع شده و این اثر در تاریخ ۲۵ اسفند ۱۳۷۹ با شمارهٔ ثبت ۳۲۰۸ به‌عنوان یکی از آثار ملی ایران به ثبت رسیده است.